# 児玉由一
児玉 由一（こだま よしかず、1900年3月18日 - 1976年7月8日）は、日本の経営者。雪印乳業社長を務めた。

## 経歴
岡山県出身。1914年に麻布尋常高等小学校を卒業。
北海道酪農協同取締役を経て、1950年6月に雪印乳業取締役に就任し、1956年に常務、1963年5月に副社長を経て、1971年5月に社長に就任。1973年5月には会長に就任した。
1967年5月に藍綬褒章を受章し、1973年11月に勲三等瑞宝章を受章。
1976年7月8日、気管支肺炎のために死去。76歳没。